# Antisocial (chanson)
Pour les articles homonymes, voir Antisocial.
Singles de Trust
L'Élite
(1980) Fatalité
(1980)
Pistes de Répression
Monsieur Comédie
Antisocial est une chanson du groupe de hard rock français Trust. Elle est parue sur le deuxième album de Trust, Répression, en 1980.

## Historique
Il s'agit du titre le plus connu du groupe, représentatif du ton engagé et révolté du groupe à cette époque.
Nono (Norbert Krief) raconte que le morceau a été composé en 30 minutes en répétition à partir d'un riff et d'une improvisation basée sur quelques accords : « C'est un riff tellement simple. Il est tellement simple, c'est un accident ce titre ! ». Nono raconte aussi qu'il a composé l'essentiel du titre en 5 minutes chez lui, le texte en 5 minutes sur un coin de table par Bernie et enregistré en 10 min. Le texte est de Bernie Bonvoisin.
Philippe Manœuvre a rapporté une anecdote concernant le chœur final : au moment de l'enregistrement, à Londres, il était 21 heures et tous les employés étaient partis. Seuls étaient présents les présidents de CBS Disques, Alain Lévy et Jean-Jacques Gozlan, qui ont accepté d'être mis à contribution pour répéter « anti-social » à tue-tête, à la fin du morceau.
Le titre s'est vendu à plus de 250 000 exemplaires en France.

## Autres versions
- Antisocial a été traduite en anglais et reprise par le groupe Anthrax dans l'album State of Euphoria. Cette version en anglais a elle-même été reprise par le groupe finlandais Children of Bodom dans son album Skeletons in the Closet. À noter qu'Anthrax a également enregistré une version en français avec Bernie Bonvoisin. Cette version figure sur l'EP Penikufesin (1989).
- Antisocial a aussi été reprise par Tagada Jones dans l'album 6.6.6, ainsi que par Cupofty dans l'album Californiais.
- Elle a aussi été traduite en espagnol et reprise par le groupe Los Suaves.
- Un remix a été réalisé par Loo & Placido. Ce mashup regroupe en plus NTM, Black Sabbath, Metallica et Celldweller.
- Florent Pagny a repris Antisocial en 1999 pour son album RéCréation.
- Les Martin Circus l'ont également repris dans l'album Tribute to Trust en 2001.
- En 2017, lors de la tournée WorldWired Tour de Metallica sur Paris, le titre est joué lors du Rob & Kirk's Doodle.
- En 2020, une reprise « spéciale confinement » est faite sous le titre Antiviral par le groupe Fastened Furious[6].

## Au cinéma
Sauf indication contraire, les informations mentionnées dans cette section peuvent être confirmées par le générique de fin de l'œuvre audiovisuelle présentée ici, ainsi que par la base de données cinématographiques IMDb,  présente dans la section « Liens externes ».
- 2007 : Le Dernier Gang - bande originale
- 2014 : Chante ton bac d'abord
- 2017 : Ça, version reprise par Anthrax

## Classements
| Classement (1980) | Position |
| ----------------- | -------- |
| France (IFOP)     | 10       |

| Classement (1993) | Position |
| ----------------- | -------- |
| France (SNEP)     | 34       |